# USS Guest (DD-472)
USS Guest (DD-472) là một tàu khu trục lớp Fletcher được Hải quân Hoa Kỳ chế tạo trong Chiến tranh Thế giới thứ hai. Nó là chiếc tàu chiến duy nhất của Hải quân Mỹ được đặt theo tên Thiếu tướng Hải quân John Guest (1822-1879), người từng tham gia cuộc Nội chiến Hoa Kỳ. Được cho ngừng hoạt động sau khi Thế Chiến II kết thúc, con tàu được chuyển cho Brazil vào năm 1959, phục vụ cùng Hải quân Brazil như là chiếc Pará (D27) trước khi ngừng hoạt động năm 1979 và bị đánh chìm như một mục tiêu tác xạ năm 1983. Guest được tặng thưởng tám Ngôi sao Chiến trận do thành tích phục vụ trong Thế Chiến II.

## Thiết kế và chế tạo
Guest được đặt lườn tại Xưởng hải quân Boston vào ngày 27 tháng 9 năm 1941. Nó được hạ thủy vào ngày 20 tháng 2 năm 1942; được đỡ đầu bởi bà Ann Guest Walsh, cháu nội Thiếu tướng Guest; và nhập biên chế vào ngày 15 tháng 12 năm 1942 dưới quyền chỉ huy của Hạm trưởng, Trung tá Hải quân Henry Crommelin.

## Lịch sử hoạt động

### 1943
Sau khi chạy thử máy tại vịnh Guantánamo, Cuba, Guest thực hiện một chuyến đi đến Trinidad cùng với tàu sân bay hạng nhẹ Independence (CVL-22). Từ ngày 28 tháng 4 đến ngày 31 tháng 5 năm 1943, nó tiếp tục hộ tống một đoàn tàu vận tải đi từ New York đến Casablanca và quay trở về Boston. Nó rời Boston vào ngày 20 tháng 7 cho một đợt huấn luyện ngắn tại vùng biển Hawaii, rồi gia nhập Đệ Tam hạm đội tại Efate, New Hebrides vào ngày 28 tháng 8. Sau một đợt càn quét tại quần đảo Santa Cruz và nhiều nhiệm vụ hộ tống đến Nouméa, New Caledonia, nó rời Efate vào ngày 28 tháng 10 để tham gia Chiến dịch Bougainville. Nó hộ tống các tàu vận chuyển trong đợt đổ bộ đầu tiên vào ngày 1 tháng 11, trợ giúp vào việc bắn rơi hai máy bay ném bom đối phương.
Trong những tháng tiếp theo, Guest hộ tống các đoàn tàu vận tải binh lính và tiếp liệu từ Guadalcanal đến mũi Torokina, trong hai lần đã đánh đuổi những máy bay ném bom và ném ngư lôi tấn công đoàn tàu. Nó cũng vô hiệu hóa các khẩu đội pháo phòng thủ duyên hải Nhật Bản tại Motupene Point, Bougainville vào ngày 4 tháng 12, và bắn phá khu vực sông Sanba vào ngày 25 tháng 1 năm 1944.

### 1944
Guest đã bảo vệ cho các tàu vận tải chở biệt kích Thủy quân Lục chiến đổ bộ lên đảo Green, Papua New Guinea vào ngày 31 tháng 1 năm 1944. Khi lính biệt kích trở lại tàu vào sáng hôm sau, nó thực hiện hai lượt tấn công bằng mìn sâu vào một tàu ngầm đối phương đang lặn. Tàu khu trục USS Hudson tiếp tục theo dõi mục tiêu này, và hoàn tất việc tiêu diệt chiếc tàu ngầm Nhật I-171 tải trọng 1.400 tấn. Guest tiếp nối nhiệm vụ hộ tống các tàu vận tải trong việc chiếm đóng đảo Green vào ngày 15 tháng 2, bắn phá Kavieng, New Ireland vào ngày 25 tháng 2, và khu vực sông Sanba tại Bougainville vào ngày 17 tháng 3, giải cứu thủy thủ đoàn của chiếc xuồng phóng lôi PT-63 vào ngày này.
Trong một vụ nhận định nhầm vào ngày 17 tháng 3, hỏa lực Guest của đã đánh chìm xuồng phóng lôi PT-283 tại vùng biển Solomon gần đảo Choseul. Hỏa lực hải pháo 5 inch của nó đã tiêu diệt chiếc tàu chở hàng Nhật Bản Meisyo Maru bị mắc cạn vào ngày 30 tháng 4 tại phía Đông đảo Nemto. Sau các đợt huấn luyện đổ bộ tại khu vực New Hebrides, nó khởi hành từ Roi thuộc quần đảo Marshall vào ngày 10 tháng 6, để tham gia Chiến dịch quần đảo Mariana và Palau.
Guest đã bắn pháo chuẩn bị trước khi diễn ra cuộc đổ bộ chính vào ngày 15 tháng 6, rồi sau đó trợ giúp vào việc đẩy lui bốn đợt không kích của đối phương nhắm vào lực lượng đặc nhiệm tàu sân bay nhanh dưới quyền Phó đô đốc Marc Mitscher trong khuôn khổ Trận chiến biển Philippine. Nó cũng bắn phá chuẩn bị tại Guam, rồi bắn pháo hỗ trợ trực tiếp cho cuộc đổ bộ lên Guam vào ngày 21 tháng 7. Con tàu tiếp tục ở lại khu vực để hỗ trợ hỏa lực và tuần tra cho đến ngày 9 tháng 8, khi nó lên đường để thực tập đổ bộ tại khu vực quần đảo Solomon.
Guest rời vịnh Purvis thuộc quần đảo Solomon vào ngày 6 tháng 9. Trong thành phần Đội hỗ trợ hỏa lực phía Tây dưới quyền Chuẩn đô đốc Jesse Oldendorf, nó bắn phá Anguar tại quần đảo Palau vào ngày 12 tháng 9, và sang ngày hôm sau, nó cứu vớt 7 sĩ quan và 45 thủy thủ sống sót từ tàu khu trục quét mìn Perry (DMS-17), vốn đã trúng một quả thủy lôi và đắm ngoài khơi Anguar. Nó rời khu vực vào ngày 25 tháng 9, về đến San Francisco vào ngày 25 tháng 10 để đại tu.

### 1945
Sau khi hoàn tất đại tu, Guest tiến hành huấn luyện tại vùng biển quần đảo Hawaii cho đến ngày 27 tháng 1 năm 1945, khi nó lên đường cùng một đội đặc nhiệm hướng sang quần đảo Mariana để đi Iwo Jima. Các khẩu pháo 5 inch của nó đã bắn phá hòn đảo này trong suốt cuộc tấn công ban đầu vào ngày 19 tháng 2, và tiếp tục hỗ trợ hỏa lực cho đến ngày 28 tháng 2, khi nó tham gia thành phần bảo vệ cho các tàu sân bay hộ tống tại vịnh San Pedro thuộc quần đảo Philippine.
Guest rời vịnh San Pedro vào ngày 27 tháng 3 để bảo vệ cho các tàu sân bay hộ tống với nhiệm vụ hỗ trợ trực tiếp cho cuộc đổ bộ lên Okinawa. Được cho tách ra vào ngày 9 tháng 5, nó được giao vai trò cột mốc radar phòng không về phía Tây Okinawa tại khu vực vận chuyển đổ bộ. Trong đêm 25 tháng 5, nó bị một máy bay tấn công cảm tử Kamikaze đâm trúng cột ăn-ten trước khi rơi xuống biển bên mạn trái, gây hư hại ống khói. Tuy nhiên nó vẫn tiếp tục trực chiến phòng không cho đến ngày 1 tháng 7, khi nó lên đường đi ngang qua Ulithi và quần đảo Marshall, tháp tùng các tàu sân bay hộ tống hướng sang Adak, Alaska, rồi đi đến Ominato, Nhật Bản. Sau các hoạt động canh phòng máy bay cùng các tàu sân bay dọc theo bờ biển Honshū, nó quay về Hoa Kỳ ngang qua Adak, và về đến Xưởng hải quân Puget Sound vào ngày 15 tháng 11.
Guest được cho xuất biên chế tại San Diego, California vào ngày 4 tháng 6 năm 1946, và tiếp tục ở lại thành phần dự bị cho đến ngày 5 tháng 6 năm 1959, khi nó được chuyển cho Brazil mượn.

### Pará(D27)
Con tàu đã phục vụ cùng Hải quân Brazil như là chiếc Pará (D27) cho đến khi ngừng hoạt động vào năm 1979. Lườn tàu được tiếp tục sử dụng vào các năm 1982 và 1983 như một mục tiêu cho các cuộc thực tập tác xạ và ngư lôi, cũng như thực hành phóng tên lửa chống hạm Exocet MM 38 từ tàu frigate Brazil Niterói (F 40). Đến ngày 23 tháng 2 năm 1983, nó bị hai quả ngư lôi phóng từ tàu ngầm Brazil Ceará (S 14) đánh chìm trong một cuộc tập trận tại Đại Tây Dương ngoài khơi bờ biển Brazil, cách khoảng 80 nmi (150 km) về phía Nam hải đăng Cabo Frio.

## Phần thưởng
Guest được tặng thưởng tám Ngôi sao Chiến trận do thành tích chiến đấu trong Thế Chiến II.